# Municipio de San Pedro Topiltepec
El municipio de San Pedro Topiltepec (en náhuatl: topilli ‘alguacil’, tepetl ‘cerro’, cerro del alguacil) es un municipio de 343 habitantes situado en el Distrito de Teposcolula, en el estado de Oaxaca, México.
Limita al norte con San Bartolo Soyaltepec y Santiago Tillo; al sur con San Francisco Chindua, Santiago Nejapilla y Magdalena Yodocono de Porfirio Díaz; al oriente con San Francisco Chindúa y San Juan Sayultepec; al poniente con Santiago Nejapilla.

## Demografía
El municipio está habitado por 343 personas. En 2010, el municipio contaba con una escuela preescolar, dos primarias y ninguna secundaria o bachillerato.

## Orografía
Dentro del municipio se encuentran los cerros "La Cantera", "Dequecoco", "Cabeza Pelona", "Nonzady" (diente cerrado).  El tipo de suelo es cambisol cálcico, propicio para la vegetación boscosa de coníferas y latifoliadas.